# 訃報 1970年2月
訃報 1970年2月（ふほう 1970ねん2がつ）では、1970年（昭和45年）2月中に物故した、又は物故が報じられた人物についてまとめる。

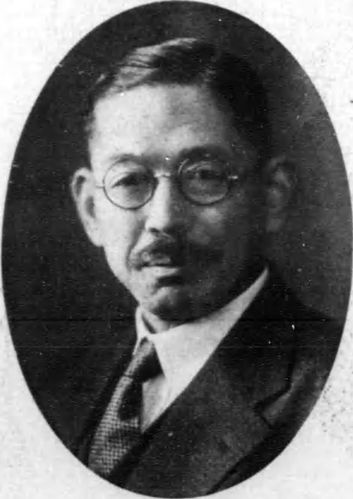
中村孝也 /2月5日没

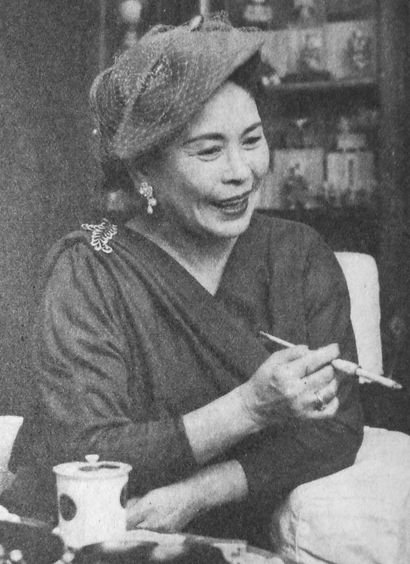
山野千枝子 /2月11日没

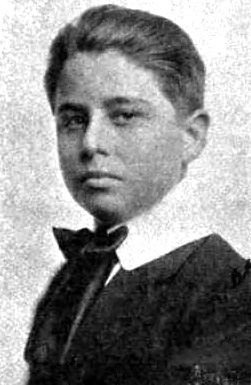
アルフレッド・ニューマン / 2月17日没

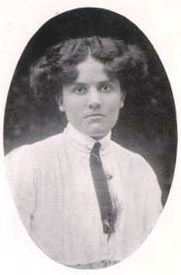
ドラ・ブースビー / 2月22日没

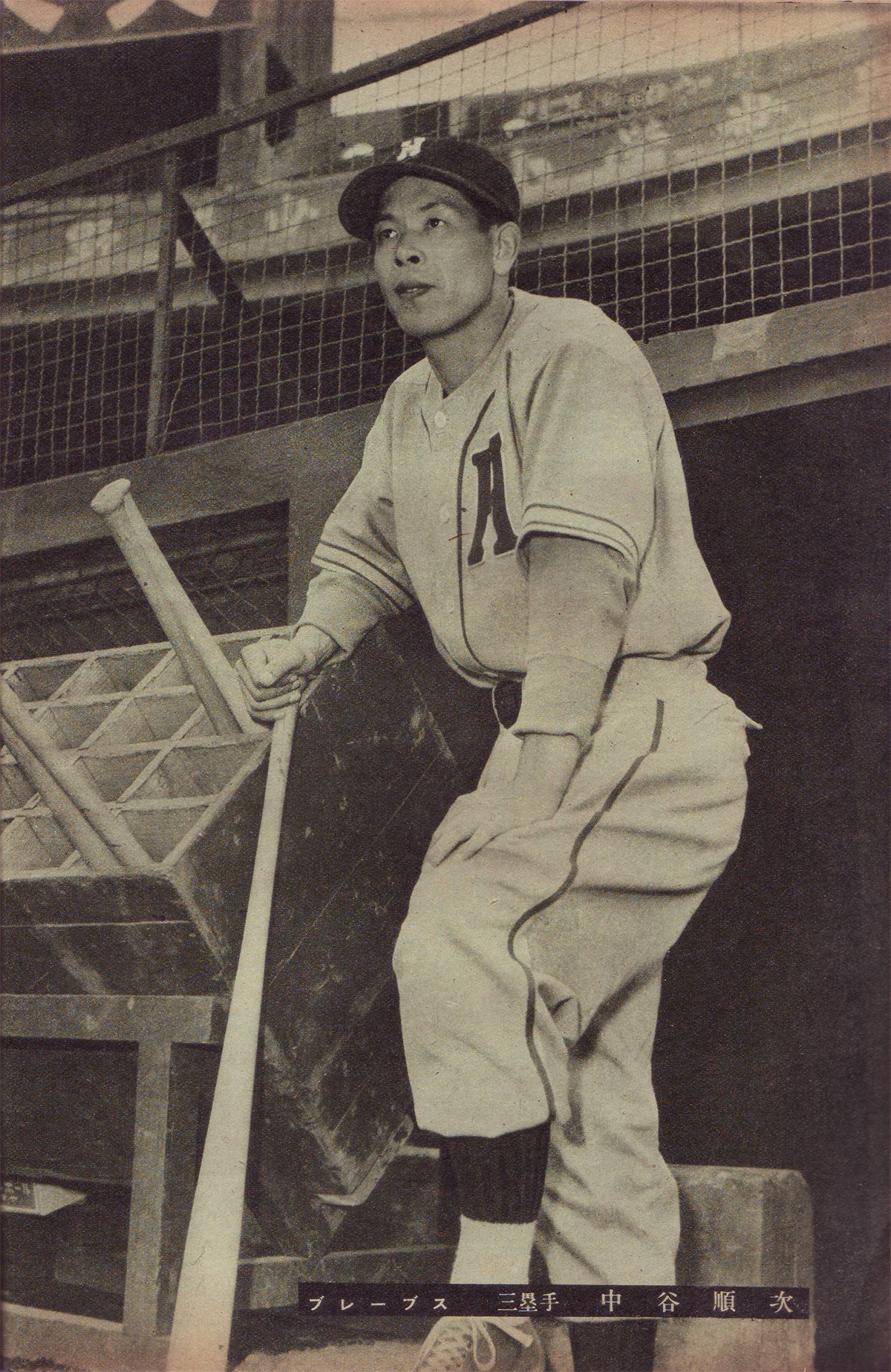
中谷準志 / 2月27日没

## （1日 - 14日）
- 2月1日 - グレナード・P・リプスコム、政治家（* 1912年）
- 2月1日 - レーニ・アルフレード、数学者（* 1921年）
- 2月2日 - バートランド・ラッセル、論理学者・数学者・哲学者（* 1872年）
- 2月2日 - 中村常三郎、起業家・銀行家（* 1882年）
- 2月2日 - ヨハネス・センペル、作家・翻訳家（* 1892年）
- 2月2日 - ヤロスラフ・フォーゲル、ジャズ・サックス奏者（* 1894年）
- 2月3日 - 安部俊吾、実業家・政治家（* 1884年）
- 2月3日 - イータロ・ガリボルディ、イタリアの軍人（* 1879年）
- 2月3日 - 大野修司、実業家（* 1902年）
- 2月4日 - 松山省三、洋画家（* 1884年）
- 2月5日 - 中村孝也、歴史学者（* 1885年）
- 2月5日 - 徳永寿美子、児童文学作家（* 1888年）
- 2月5日 - 佐藤得二、仏教学者・作家（* 1899年）
- 2月5日 - 西川鶴三、照明技師（* 1910年）
- 2月6日 - エイブ・アッテル、プロボクサー（* 1884年）
- 2月7日 - 福田耕、公吏・実業家・政治家（* 1888年）
- 2月7日 - 英百合子、女優（* 1900年）
- 2月7日 - 高橋庸弥、内務・警察官僚・実業家（* 1901年）
- 2月7日 - 佐多直大、海軍軍人（* 1902年）
- 2月7日 - キーン・ジョンソン、政治家・ジャーナリスト（* 1896年）
- 2月9日 - 荒川文六、電気工学者（* 1878年）
- 2月9日 - 岩村清一、海軍軍人（* 1889年）
- 2月9日 - 恒松於菟二、地主・農林業指導者・政治家（* 1890年）
- 2月9日 - 東武蔵、浪曲師（* 1893年）
- 2月10日 - 中田淳一、法学者（* 1908年）
- 2月10日 - 渡辺操、地理学者（* 1908年）
- 2月11日 - 山野千枝子、美容家（* 1895年）
- 2月12日 - 木田文夫、医学者・小児科医（* 1908年）
- 2月12日 - 菊池謙一、農村運動家・日本共産党員（* 1912年）
- 2月12日 - アンドレ・スーリー、作曲家（* 1899年）
- 2月13日 - 沢田退蔵、実業家（* 1893年）
- 2月14日 - 島津治子、島津長丸（旧宮之城領主）の夫人（* 1878年）
- 2月14日 - ハリー・ストラドリング、映画監督（* 1901年）

## （15日 - 28日）
- 2月15日 - 福田虎亀、内務官僚・政治家（* 1884年）
- 2月15日 - ヒュー・ダウディング、イギリス空軍の軍人（* 1882年）
- 2月16日 - 江木理一、軍人・アナウンサー（* 1890年）
- 2月16日 - アルメイン・パネ、著述家・小説家・詩人（* 1908年）
- 2月16日 - カール・デ・フォグト、俳優（* 1885年）
- 2月16日 - ペイトン・ラウス、病理学者（* 1879年）
- 2月17日 - シュムエル・アグノン、ヘブライ語作家（* 1888年）
- 2月17日 - 下田喜久三、農学博士（* 1895年）
- 2月17日 - アルフレッド・ニューマン、作曲家（* 1901年）
- 2月18日 - 三木良英、陸軍軍人・内科医（* 1887年）
- 2月19日 - 中野忠晴、歌手、作曲家（* 1909年）
- 2月19日 - ジュールス・マンシン、ダンサー（* 1915年）
- 2月20日 - 鷲津鈆平、陸軍軍人（* 1885年）
- 2月20日 - 雪沢千代治、内務官僚・政治家（* 1889年）
- 2月20日 - アルベール・ヴォルフ、指揮者・作曲家（* 1884年）
- 2月20日 - カフェ・フィーリョ、弁護士・政治家（* 1899年
- 2月20日 - 渡辺操、地理学者（* 1908年）
- 2月21日 - 福島小一、武道家（* 1886年）
- 2月21日 - 土井辰雄、カトリック教会司教（* 1892年）
- 2月22日 - ドラ・ブースビー、テニスプレーヤー（*  1881年）
- 2月22日 - 島田退蔵、国文学者（* 1889年）
- 2月22日 - ロディ・ヒューズ、俳優（* 1891年）
- 2月23日 - 高瀬露、宮沢賢治の「第二の恋人」とされる女性（* 1901年）
- 2月24日 - チャールズ・オースティン・ガードナー、植物学者（* 1896年）
- 2月25日 - マーク・ロスコ、画家（* 1903年）
- 2月26日 - 猪鹿倉徹郎、陸軍軍人（* 1886年）
- 2月26日 - 西岡虎之助、日本史学者（* 1895年）
- 2月26日 - 山下太郎、実業家（* 1896年）
- 2月26日 - 大間知篤三、民俗学者（* 1900年）
- 2月26日 - 野見山朱鳥、俳人（* 1917年）
- 2月26日 - イリナ・アレクサンドロヴナ、アレクサンドル大公とクセニアの第1子（* 1895年）
- 2月27日 - 中谷準志、元プロ野球選手（* 1918年）
- 2月27日 - 丸山學、英文学者・民俗学者（* 1904年）
- 2月27日 - 福原黎三、サッカー選手（* 1931年）
- 2月27日 - マリー・ディオンヌ、ディオンヌ家の五つ子姉妹の1人（*  1934年）
- 2月28日 - 磐瀬太郎、蝶学研究者・愛好者（* 1906年）
- 日付不明 - 小早川常雄、実業家・京三製作所創業者（* 1879年）